# Qualificazioni alla Coppa delle nazioni africane 2017 - Gruppo C

## Classifica
| Pos. | Squadra            | Pt | G | V | N | P | GF | GS | DR  |
| ---- | ------------------ | -- | - | - | - | - | -- | -- | --- |
| 1.   | Mali               | 16 | 6 | 5 | 1 | 0 | 13 | 3  | +10 |
| 2.   | Benin              | 11 | 6 | 3 | 2 | 1 | 12 | 10 | +2  |
| 3.   | Guinea Equatoriale | 4  | 6 | 1 | 1 | 4 | 6  | 6  | 0   |
| 4.   | Sudan del Sud      | 3  | 6 | 1 | 0 | 5 | 3  | 15 | -12 |

## Risultati
| Arbitro: | Joshua Amao |

|                         |           |  |
| Maïga 17’ Coulibaly 29’ | Marcatori |  |

| Arbitro: | Victor Gomes |

|          |           |               |
| Nsue 49’ | Marcatori | 44’ Sessègnon |

| Arbitro: | Israel Mujuni |

|          |           |  |
| Lual 51’ | Marcatori |  |

| Arbitro: | Eric Otogo-Castane |

|            |           |           |
| Adéoti 34’ | Marcatori | 21’ Diaby |

| Arbitro: | Thierry Nkurunziza |

|           |           |                          |
| Bruno 88’ | Marcatori | 16’ Gounongbe 75’ Mounié |

| Arbitro: | Denis Dembélé |

|           |           |  |
| Wagué 81’ | Marcatori |  |

| Arbitro: | Ali Lemghaifry |

|                                        |           |          |
| Sessègnon 23’, 89’ Poté 37’ Dossou 70’ | Marcatori | 83’ Lual |

| Arbitro: | Bernard Camille |

|  |           |              |
|  | Marcatori | 89’ Yatabaré |

| Arbitro: | Djamal Aden |

|  |           |                                 |
|  | Marcatori | 35’ Diaby 47’ Maïga 58’ Doumbia |

| Arbitro: | Bakary Gassama |

|                       |           |               |
| Adenon 25’ Djigla 60’ | Marcatori | 59’ Zarandona |

| Arbitro: | Gehad Grisha |

|                                                          |           |                               |
| Yatabaré 20’ Diaby 36’ Marega 39’ Traoré 65’ Doumbia 80’ | Marcatori | 40’ Gounongbe 90+2’ Sessègnon |

| Arbitro: | Hélder Martins de Carvalho |

|                                           |           |  |
| Miranda 54’ Randy 58’ N'sue 67’ Akapo 90’ | Marcatori |  |